# Pieve di Sant'Eustachio
La pieve di Sant'Eustachio si trova ad Acone, in comune di Pontassieve.
Ricordata anche con il nome di Sant'Eustachio in Jerusalem, fu chiesa madre del vastissimo piviere d'Acone.
Fu completamente riedificata, non lontano dalle rovine del primitivo edificio, da Cosimo II de' Medici, nel 1652, come risulta da un'iscrizione scolpita in una targa di pietra murata nella facciata. L'attuale edificio presenta un'unica navata coperta da soffitto a botte ed elementi decorativi di gusto tardo barocco.